# Arthur Prauss
Arthur Prauss (Berlijn, 18 november 1892 – aldaar, 19 april 1945?) was een Duitse SS-officier (Untersturmführer) die gedurende enkele jaren belast was met het toezicht op de gevangenen van het Fort van Breendonk, een nazi-doorgangskamp ten zuiden van Antwerpen.
Hij heeft in zijn jeugd weinig opleiding genoten. Volgens Ernst Lais, zijn collega van de Kriminalpolizei in Breendonk, was hij zo goed als ongeletterd. Hij kreeg een opleiding tot slager. Hij vocht mee aan het front gedurende de Eerste Wereldoorlog, werd gewond en kreeg hiervoor het IJzeren Kruis.
Na zijn terugkeer uit de oorlog vindt hij werk als chauffeur. In april 1933 wordt hij lid van de bruinhemden van de SA en enkele maanden later van de SS. Hij wordt pas lid van de nazipartij NSDAP in 1937.
Prauss komt toe in Breendonk in oktober 1940 en blijft er tot de ontruiming van het kamp op 2 september 1944. Volgens eigen verklaring was hij overgeplaatst vanuit het concentratiekamp Sachsenhausen, maar dit wordt door geen enkel document bevestigd.
Hij wordt door kampcommandant Philipp Schmitt aangewezen voor de organisatie van het kamp en krijgt het toezicht op de gevangenen. Hij krijgt hierin de vrije hand en zal hiervan volop gebruikmaken. Hij is de Duitse SS'er met wie de gevangenen het meest in contact komen. Gedurende zijn vier jaar in Breendonk groeit Prauss uit tot een der meest gevreesde SS'ers in het kamp. Hij is een opvliegende, brutale man die graag de bullenpees gebruikt. Hij is klein en gedrongen, maar nog fysiek sterk voor zijn leeftijd. Hij gebruikt dan ook graag zijn vuisten. Hij scheldt de gevangenen uit, vernedert en intimideert ze met "de gemeenste scheldwoorden uit de Duitse taal". Voor hem zijn gevangenen niet meer dan "opgewarmde lijken".
"Alles aan hem was heel vulgair: zijn gestotter, zijn schor accent en de alcohollucht die hij afgaf".
Hij is een plichtsgetrouwe SS'er die overal aanwezig is. Men betwijfelt of hij ooit wel één dag verlof heeft genomen. Wanneer de tweede kampcommandant Karl Schönwetter en zijn adjunct Gustav Kämper afwezig zijn, zoals dikwijls gebeurt, “dan wordt Prauss de baas en wordt Breendonk een echte hel” (verklaring van SS-Oberscharführer Herbert Ehlert in 1948).
Hij terroriseert de gevangenen in hun kamers, op de werf, in de folterkamer en zelfs in de ziekenboeg. Hij aanzag alleen iemand als ziek als "hij met zijn hoofd onder arm bij hem kwam". Hij stuurde een gevangene, die tot bloedens toe was gegeseld met de bullenpees en maagwonden had, weg uit de ziekenzaal. Deze gevangene is enkele dagen later gestorven. De appelplaats is een ware beproeving voor de gevangenen. Dit kan uren duren, ook in kou of regen, met de spiedende blik van de bewakers gericht op de gevangenen. Hij laat gevangenen vastketenen met voetboeien in de isoleercel.
De medische inspectie sluit zijn ogen voor de mishandelingen in het kamp. Wanneer Generalartz Blum zelf een inspectie uitvoert op 23 oktober 1942 verstopt Prauss vlug een aantal gefolterde gevangenen in de douchezaal. Wanneer Blum hen toch ontdekt, beweert Prauss dat die verwondingen aangebracht zijn door henzelf bij onderlinge ruzies. Dit is voldoende voor de inspectie om op 24 juli 1943 (bijna een jaar later!) te rapporteren aan het Militaire Hoofdbestuur (Militärverwaltung) in Brussel "dat er geen reden is om aan te nemen dat de kampleiding de gevangenen mishandelt".
Prauss is, door de zware mishandelingen die hij toebrengt, indirect verantwoordelijk voor de vele doden van Breendonk. Naarmate de oorlog verkeerd begint uit te draaien voor nazi-Duitsland, nemen zijn woedeaanvallen nog toe. Hij wordt pas echt grimmig nadat zijn vrouw en kinderen waren omgekomen bij een luchtbombardement.
Op 2 september 1944 vlucht hij met de laatste SS'ers naar Düsseldorf. Volgens Duitse bronnen zou hij gesneuveld zijn bij de Slag om Berlijn op 19 april 1945, maar dit is niet helemaal zeker. Men heeft een handtekening die op de zijne lijkt teruggevonden met de datum 3 mei 1945. Een voormalige Hongaarse SS'er beweert hem gezien te hebben in Hannover samen met een andere "beul van Breendonk", Richard De Bodt, in februari 1947.